# Ruská Bystrá
Ruská Bystrá je naseljeno mjesto u okrugu Sobrance u Košickom kraju u Slovačkoj.

## Stanovništvo
| Godina:     | 1993. | 2003.    | 2013.    | 2023.   |
| ----------- | ----- | -------- | -------- | ------- |
| Broj ljudi: | 173   | 137      | 115      | 107     |
| Razlika:    |       | -20,80 % | -16,05 % | -6,95 % |

| Godina:     | 2022. | 2023.   |
| ----------- | ----- | ------- |
| Broj ljudi: | 106   | 107     |
| Razlika:    |       | +0,94 % |

Prema podatcima o broju stanovnika iz 2023. godine naselje je imalo 107 stanovnika.

## Vanjske poveznice
|  | Zajednički poslužitelj ima još gradiva o temi Ruská Bystrá |

- Službena stranica naselja (sl.)